# Viva Birkett
Viva Birkett (Exeter, 14 de febrero de 1887 –Londres, 27 de junio de 1934) fue una actriz de teatro británica activa a ambos lados del Atlántico durante las primeras décadas del siglo veinte.

## Primeros años y carrera
Valentine (originalmente grabada como Valentina) Viola Birkett nació el día de San Valentín de 1887 en la histórica ciudad costera de Exeter, en el suroeste de Inglaterra. Era hija de William Henry y Myra Martha Birkett, ambos naturales de Exeter, donde su padre trabajaba como comerciante de lana. Viva estudió interpretación con la actriz estadounidense Kate Bateman (1842-1917) y debutó en los escenarios londinenses el 28 de junio de 1906 como actriz invitada en el Lyric Theatre, en una reposición de Monsieur Beaucaire, y en Nueva York, en el Hudson Theatre, el 30 de agosto de ese mismo año, interpretando a Helen Plugenet en Hypocrites. Durante el resto de su carrera siguió actuando en Londres y Nueva York y realizando giras con compañías encabezadas por George Arliss, Sir Herbert Beerbohm Tree, y Henry Jowett. Su última aparición en Broadway fue en junio de 1930 interpretando a la princesa de San Luca en Death Takes a Holiday.

## Matrimonio y familia
El 23 de julio de 1912, Birkett se casó con el actor británico Philip Merivale en la iglesia parroquial de St. Marylebone, en Londres. La pareja tuvo dos hijas y dos hijos, Rosamund, Valentine, John, y Philip.

## Muerte
Viva Birkett murió de cáncer el 27 de junio de 1934, menos de un mes después de dejar Nueva York para regresar a su casa de Seymour Road, en el London Borough of Richmond upon Thames. Le sobrevivieron su esposo y sus hijos.

## Actuaciones seleccionadas
- 1906: Monsieur Beaucaire adaptado del libro por Booth Tarkington interpretado en el Lyric Theatre, Londres
- 1906–07: Hypocrites por Henry Arthur Jones interpretado en el Hudson Theatre, Nueva York
- 1911: Twelfth Night por William Shakespeare interpretado en el His Majesty's Theatre, Londres.
- 1911: The Merry Wives of Windsor (Anne Page) por William Shakespeare interpretado en el His Majesty's Theatre, Londres.
- 1911: Macbeth (Lady Macduff) por William Shakespeare interpretado en el His Majesty's Theatre, Londres.
- 1911–12: Peter Pan (Mrs. Darling) por J. M. Barrie interpetrado en el Duke of York's Theatre, Londres
- 1913: Trust the People (Lady Violet Ainslie) por Stanley Houghton interpretado en el Garrick Theatre, Londres
- 1914: Trilby (Trilby O'Farrell) por George du Maurier
- 1914: Evidence por J. duRocher MacPherson interpretado en el Lyric Theatre, New York
- 1915: As You Like It (Rosalind) por William Shakespeare interpretado en el Boston Opera House, Boston, Massachusetts
- 1916: Caroline por W. Somerset Maugham interpretado en el Empire Theatre, Nueva York
- 1919: The Mollusc (Mrs. Baker) por Hubert Henry Davies interpretado en la George Arliss Company
- 1922: A Prince of Lovers (Lady Jersey) por Alice Ramsey
- 1929–30: Death Takes a Holiday (Princess of San Luca) por Alberto Casella; adaptado por Walter Ferris interpretado en el Ethel Barrymore Theatre, New York[8][9]